# یوگنی کورولکوف
یِوگِنی کورولکوف (به انگلیسی: Yevgeni Korolkov) ژیمناست زادهٔ ۹ سپتامبر ۱۹۳۰ میلادی اهل کشور شوروی است.